# The Joshua Tree
The Joshua Tree er rockgruppen U2's femte studiealbum. Albummet blev udgivet den 9. marts, 1987 på pladeselskabet Island. Det er et af U2's mest succesrige album nogensinde. Albummet har desuden vundet U2's første Grammy Award i 1988. 

## Numre
| 1. | "Where the Streets Have No Name"             | 5:38 |
| 2. | "I Still Haven't Found What I'm Looking For" | 4:38 |
| 3. | "With Or Without You"                        | 4:56 |
| 4. | "Bullet the Blue Sky"                        | 4:32 |
| 5. | "Running to Stand Still"                     | 4:18 |

| Side B | Side B                       | Side B | Side B | Side B | Side B | Side B | Side B | Side B | Side B |
| #      | Titel                        | Længde |        |        |        |        |        |        |        |
| ------ | ---------------------------- | ------ | ------ | ------ | ------ | ------ | ------ | ------ | ------ |
| 1.     | "Red Hill Mining Town"       | 4:54   |        |        |        |        |        |        |        |
| 2.     | "In God's Country"           | 2:57   |        |        |        |        |        |        |        |
| 3.     | "Trip Through Your Wires"    | 3:33   |        |        |        |        |        |        |        |
| 4.     | "One Tree Hill"              | 5:23   |        |        |        |        |        |        |        |
| 5.     | "Exit"                       | 4:13   |        |        |        |        |        |        |        |
| 6.     | "Mothers of the Disappeared" | 5:12   |        |        |        |        |        |        |        |
| 50:11  |                              |        |        |        |        |        |        |        |        |

## 20 års jubilæum
I november 2007 blev The Joshua Tree udgivet som 20 års jubilæumsudgave. Den blev udgivet i fire formater.
- Standard CD 'en inkluderede kun det originale album.
- Deluxe Edition inkluderede det originale album, bonus CD og en bog på 36 sider.
- Super Deluxe Edition var det samme som i Deluxe Edition, plus bonus DVD og bogen var ikke på 36 sider, men på 56, plus 5 fotografier.
- Den sidste var albummet på dobbeltvinyl-album.

### Bonus CD
| 1.    | "Luminous Times (Hold On to Love)"                                                  | U2, Eno                                                                    | Lanois, Eno, U2              | 4:35 |
| 2.    | "Walk to the Water"                                                                 | U2                                                                         | Lanois, Eno, U2              | 4:49 |
| 3.    | "Spanish Eyes"                                                                      | U2                                                                         | U2                           | 3:16 |
| 4.    | "Deep In the Heart"                                                                 | U2                                                                         | U2                           | 4:31 |
| 5.    | "Silver and Gold"                                                                   | Bono                                                                       | Lanois, Eno, U2              | 4:38 |
| 6.    | "Sweetest Thing"                                                                    | U2                                                                         | Lanois, Eno, U2              | 3:05 |
| 7.    | "Race Against Time"                                                                 | U2                                                                         | Lanois, Eno, U2              | 4:03 |
| 8.    | "Where the Streets Have No Name" (Single Edit)                                      | U2                                                                         | Lanois, Eno                  | 4:50 |
| 9.    | "Silver and Gold" (Sun City Version) (Feat. Keith Richards, Ron Wood, Steve Jordan) | Bono                                                                       | Little Steven, Arthur Blaker | 4:43 |
| 10.   | "Beautiful Ghost" / "Introduction to Songs of Experience"                           | U2 (Beautiful Ghost) / William Blake (Introduction to Songs of Experience) | U2                           | 3:50 |
| 11.   | "Wave of Sorrow (Birdland)"                                                         | U2                                                                         | Lanois, Eno                  | 4:06 |
| 12.   | "Desert of Our Love"                                                                | U2                                                                         | Lanois, Eno                  | 4:59 |
| 13.   | "Rise Up"                                                                           | U2                                                                         | Lanois, Eno                  | 4:08 |
| 14.   | "Drunk Chicken" / "America" (Excerpt)                                               | U2, Allen Ginsberg                                                         | Lanois, Eno                  | 1:31 |
| 57:04 |                                                                                     |                                                                            |                              |      |

### Bonus DVD
1. "U2 Live From Paris" – concert
  - I Will Follow
  - "40"
2. "Outside, It's America" – documentary
3. "With Or Without You" (Alternative Video)
4. "Red Hill Mining Town" (Video Unreleased)